# 2020年代香港電影作品列表
下方列出2020年代所上映的香港電影作品列表。
- 2020年香港電影作品列表
- 2021年香港電影作品列表
- 2022年香港電影作品列表
- 2023年香港電影作品列表
- 2024年香港電影作品列表
- 2025年香港電影作品列表
- 2026年香港電影作品列表